# Nouvelle Serbie
Pour les articles homonymes, voir Nouvelle Serbie (homonymie).
Nouvelle Serbie (en serbe cyrillique : Нова Србија ; en serbe latin : Nova Srbija ; en abrégé : NS) est un parti politique serbe nationaliste modéré fondé en 1998. Il a son siège à Belgrade et est présidé par Velimir Ilić,.

## Activités électorales
Pendant la campagne électorale yougoslave de 2000, au cours de laquelle Slobodan Milošević est évincé, Nouvelle Serbie (NS) fait partie de l'Opposition démocratique de Serbie et obtient 8 sièges à l'Assemblée nationale de la république de Serbie. Aux élections législatives serbes de 2003, Nouvelle Serbie s'allie au Mouvement Renouveau de la Serbie (SPO). La coalition remporte 7,7 % des suffrages et 22 sièges, dont 9 alloués au parti, ce qui lui permet de former un groupe parlementaire.
Aux élections législatives serbes de 2007, le NS forme une coalition avec le Parti démocratique de Serbie (DSS) du premier ministre de l'époque, Vojislav Koštunica. La coalition remporte 47 sièges, dont 10 reviennent à Nouvelle Serbie,. Le président du parti, Velimir Ilić, entre dans le gouvernement formé par Vojislav Koštunica le 3 mars 2007 et devient ministre des Investissements.
Le parti participe aux élections serbes de 2008. Velimir Ilić se présente à l'élection présidentielle ; avec 305 828 voix, soit 7,43 % des suffrages, il arrive en troisième position derrière Tomislav Nikolić et Boris Tadić. Aux élections législatives anticipées du 11 juin, le parti s'associe une nouvelle fois au Parti démocratique de Serbie ; l'alliance obtient 11,61 % des voix et envoie 30 représentants à l'Assemblée, dont 9 députés NS ; Velimir Ilić figure parmi eux.
Les élections générales de 2012 marquent un tournant dans les alliances de Nouvelle Serbie. Le NS participe à la coalition Donnons de l'élan à la Serbie, emmenée par Tomislav Nikolić, le président du Parti progressiste serbe (SNS),. Aux élections législatives, l'alliance obtient 24,04 % des suffrages et 73 députés ; le NS forme un groupe parlementaire comptant 8 représentants. Velimir Ilić devient ministre de la Construction et de l'Urbanisme dans le gouvernement d'Ivica Dačić.

## Organisation
- Assemblée
- Comité central
- Présidence[16]
  - Velimir Ilić, président
  - Jovan Tomić, vice-président
  - Jovan Marić, vice-président
  - Velimir Stanojević, vice-président
  - Branko Jocić, vice-président
  - Dubravka Filipovski, vice-présidente
  - Dragan Jovanović, vice-président
  - Miroslav Markićević, président du conseil d'administration
  - Srđan Spasojević, secrétaire général
  - Jovo Popović, président du conseil pour le respect des statuts
  - Zoran Todosijević, président du conseil des finances
  - Ljiljana Rančić, présidente du conseil des femmes
  - Vojislava Knežević

## Groupe parlementaire (2012)
- Nevena Adžemović
- Zlata Đerić
- Dubravka Filipovski, vice-présidente du groupe parlementaire
- Mladen Grujić
- Miroslav Markićević, président du groupe parlementaire
- Dejan Rajčić
- Srđan Spasojević
- Velimir Stanojević